# Lijst van voetbalinterlands Argentinië - Panama (vrouwen)
Deze lijst van voetbalinterlands is een overzicht van alle officiële voetbalinterlands tussen de nationale vrouwenteams van Argentinië en Panama. De landen hebben tot nu toe vier keer tegen elkaar gespeeld. 

## Wedstrijden
| № | Plaats         | Datum            | Competitie                  | Wedstrijd           | Uitslag |
| - | -------------- | ---------------- | --------------------------- | ------------------- | ------- |
| 1 | Rio de Janeiro | 12 juli 2007     | Pan-Amerikaanse Spelen 2007 | Argentinië − Panama | 2 − 0   |
| 2 | Avellaneda     | 8 november 2018  | WK 2019 kwalificatie        | Argentinië − Panama | 4 − 0   |
| 3 | Panama-Stad    | 13 november 2018 | WK 2019 kwalificatie        | Panama − Argentinië | 1 − 1   |
| 4 | Lima           | 31 juli 2019     | Pan-Amerikaanse Spelen 2019 | Panama − Argentinië | 0 − 1   |

## Samenvatting
| Competitie             | Totaal gespeeld | Winst Argentinië | Gelijk | Winst Panama | Doelsaldo Argentinië – Panama |
| ---------------------- | --------------- | ---------------- | ------ | ------------ | ----------------------------- |
| WK-kwalificatie        | 2               | 1                | 1      | 0            | 5 − 1                         |
| Pan-Amerikaanse Spelen | 2               | 2                | 0      | 0            | 3 − 0                         |
| Totaal                 | 4               | 3                | 1      | 0            | 8 − 1                         |